# Оріхове-Донецьке
Оріхове-Донецьке — село в Україні, у Щастинській міській громаді Щастинського району Луганської області. Населення становить 69 осіб. Орган місцевого самоврядування — Щастинська міська ВЦА.

## Географія
Географічні координати: 48°46' пн. ш. 38°48' сх. д. Часовий пояс — UTC+2. Загальна площа села — 1,44 км².
Село розташоване за 12 км від Трьохізбенки. На південь від Оріхового-Донецького протікає річка Сіверський Донець.

### Клімат
| Клімат Оріхового-Донецького | Клімат Оріхового-Донецького | Клімат Оріхового-Донецького | Клімат Оріхового-Донецького | Клімат Оріхового-Донецького | Клімат Оріхового-Донецького | Клімат Оріхового-Донецького | Клімат Оріхового-Донецького | Клімат Оріхового-Донецького | Клімат Оріхового-Донецького | Клімат Оріхового-Донецького | Клімат Оріхового-Донецького | Клімат Оріхового-Донецького | Клімат Оріхового-Донецького |
| Показник                    | Січ.                        | Лют.                        | Бер.                        | Квіт.                       | Трав.                       | Черв.                       | Лип.                        | Серп.                       | Вер.                        | Жовт.                       | Лист.                       | Груд.                       | Рік                         |
| Середній максимум, °C       | −2,9                        | −2,4                        | 2,8                         | 14,4                        | 21,9                        | 25,8                        | 27,4                        | 26,6                        | 20,6                        | 12,5                        | 4,4                         | 0,0                         | 12                          |
| Середня температура, °C     | −6                          | −5,6                        | −0,5                        | 9,6                         | 16,5                        | 20,4                        | 22,0                        | 21,2                        | 15,5                        | 8,5                         | 1,6                         | −2,6                        | 8                           |
| Середній мінімум, °C        | −9                          | −8,8                        | −3,8                        | 4,8                         | 11,1                        | 15,0                        | 16,7                        | 15,8                        | 10,5                        | 4,5                         | −1,1                        | −5,2                        | 4                           |
| Норма опадів, мм            | 43                          | 32                          | 27                          | 38                          | 42                          | 60                          | 54                          | 40                          | 36                          | 31                          | 45                          | 48                          | 496                         |
| --------------------------- | --------------------------- | --------------------------- | --------------------------- | --------------------------- | --------------------------- | --------------------------- | --------------------------- | --------------------------- | --------------------------- | --------------------------- | --------------------------- | --------------------------- | --------------------------- |
| Джерело: climate-data.org   |                             |                             |                             |                             |                             |                             |                             |                             |                             |                             |                             |                             |                             |

## Археологія
Поселення  бондарихинської культури 

## Історія
Засноване 1674 року як хутір Оріхово-Донецький надвірним радником Бантишем. Територія хутора була заселена сербами, хорватами, угорцями, волохами православного віросповідання, а також російськими і українськими селянами з Воронезької, Курської, Чернігівської губерній.
1962 року поселенню надано статус села.
7 жовтня 2014 року село було виключено зі складу Слов'яносербського району і приєднано до Новоайдарського району Луганської області через окупацію значної частини Слов'яносербського району проросійськими терористичними угрупуваннями.

## Населення
За даними перепису 2001 року населення села становило 69 осіб, з них 8,7% зазначили рідною українську мову, а 91,3% — російську.